# Metraje

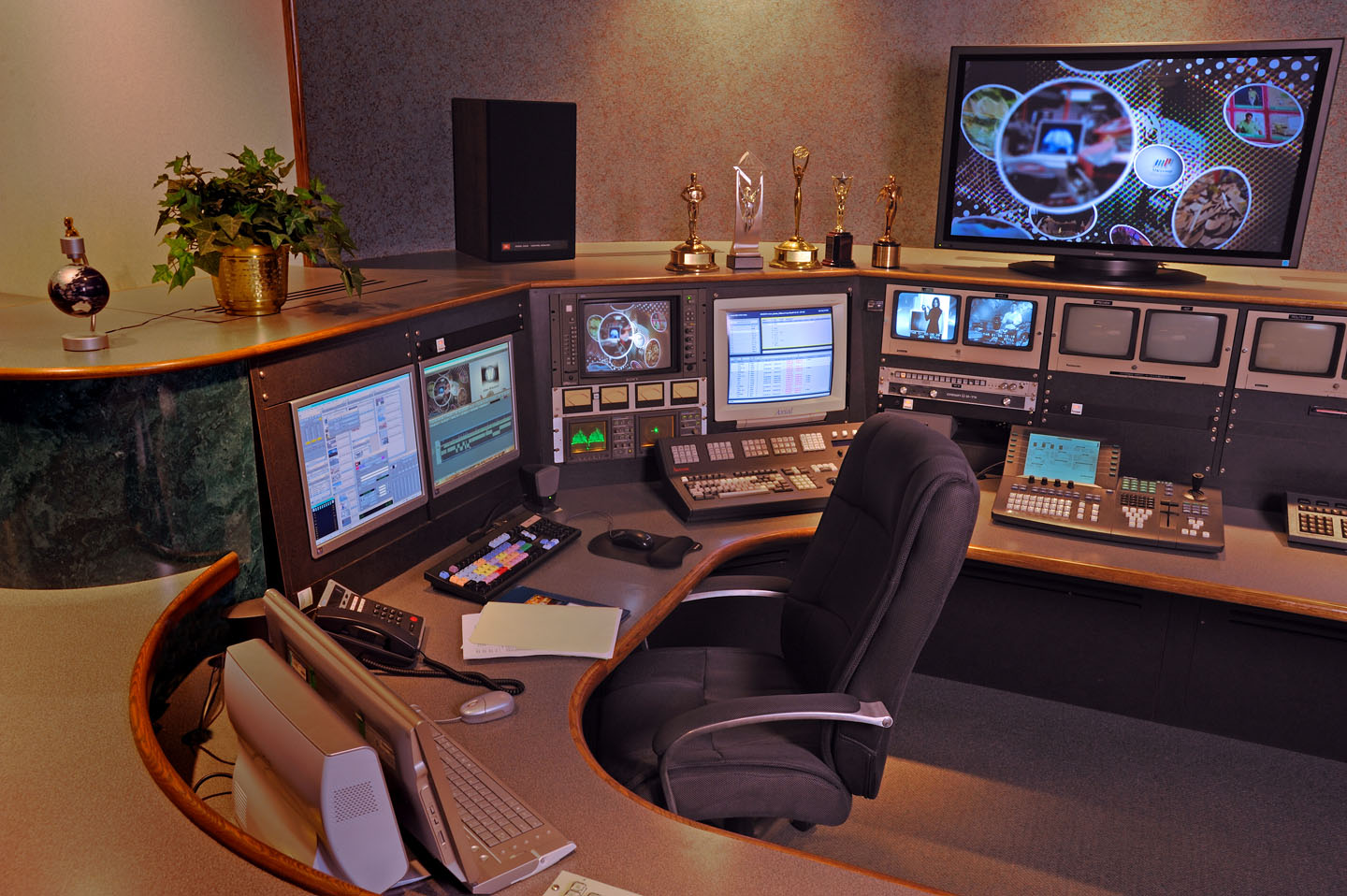
Estudio de edición de video de Wisconsin.

En una película o un vídeo, un metraje o cortometraje es el material sin editar que ha sido tomado originalmente mediante una cámara de vídeo, y que normalmente es editado para crear la película, el vídeo musical, el programa de televisión, u otros trabajos completos similares.
Más vagamente, metraje puede hacer referencia a todas las secuencias usadas en la filmación y en la edición del vídeo. Algunos expertos lo llaman también pietaje o código de tiempo.
El  metraje cinematográfico se refiere a las medidas tradicionalmente utilizadas en los medios ligados al cine, para medir la longitud de una película, por ejemplo según la longitud de la película utilizada (en el caso por ejemplo de una filmación que utiliza material fotoquímico).

## Origen
El origen del término metraje apunta a que las películas grabadas a través de lentes de 35 mm, normalmente eran medidas en pies (feet, medida de longitud usada en países anglosajones) y fotogramas. Lo cierto es que las películas eran medidas en las salas de corte, y que 16 fotogramas de película de 35 mm representaba aproximadamente 1 segundo de película muda, por lo que ello hacía del metraje una unidad práctica de medida, muy usada en la industria cinematográfica. El término se transformó luego para describir imágenes en movimiento de cualquier tipo, y con cualquier forma de registro.
El "metraje de televisión", especialmente el de las noticias, son comercializados normalmente en los medios de radiodifusión, pero un buen metraje normalmente maneja altos precios. Este depende de la duración, antigüedad, audiencia a la que va dirigida, duración de la licencia, entre otros factores. Un vídeo metraje, incluso de novatos, que toman eventos actuales, según los casos pueden llegar a obtener altos precios en el mercado - por ejemplo, las escenas filmadas en el interior de las Torres Gemelas durante el atentado del 11 de septiembre de 2001, llegaron a ser vendidas por 45 000 dólares estadounidenses. A veces, los proyectos de cine también venden o intercambian metraje, usualmente material de segunda que no va a ser usado en la película final. Por ejemplo, el final de Blade Runner (no la versión del Director) usó paisajes que fueron originalmente tomados para El resplandor, pero luego, a causa de que las secuencias se cambiaron, los mismos fueron excluidos.

## Clasificación de los filmes
La noción de metraje es utilizada para clasificar los filmes según la longitud física de los registros, incluso cuando se utilizan soportes digitales o nuevos soportes emergentes, tales como los discos duros, que introducen ambigüedades en las clasificaciones existentes de los filmes según su duración (en minutos).
La "Agencia del cortometraje" clasifica los filmes de la siguiente manera:
- Cortometrajes: duración inferior a 30 minutos, o sea, un máximo de 1600 metros en 35 mm a 24 imágenes por segundo.
- Mediometrajes: duración de 30 a 60 minutos, o sea, un medio superior a 1600 metros e inferior a 3200 metros en 35 mm a 24 imágenes por segundo.
- Largometrajes: metraje superior a 60 minutos, o sea, un mínimo superior a 3200 metros en 35 mm a 24 imágenes por segundo.

## En lo que concierne la filmación

### Material fotoquímico
En relación con una filmación fotoquímica, las películas vírgenes son acondicionadas en bobinas de longitud estándar, y las cámaras adoptaron esta longitud como carga máxima de los diferentes casetes o cargadores. Las medidas más utilizadas son 61 m (200 pies, 5 min en 16 mm y 2 min en 35 mm), 122 m (400 pies, 11 min en 16 mm y 4 min en 35 mm), y 305 m (1000 pies, 27 min en 16 mm y 11 min en 35 mm). Una película no es impresionada con imágenes útiles en toda su extensión, y la velocidad de la toma de imágenes no necesariamente es 24 i/s (pies por segundo) en cada toma (normal, lenta, acelerada), por lo que es de uso también en este caso referirse a metros o pies.

### Registro numérico (digital)
Para una filmación que utiliza una cámara con casete, el metraje se refiere a la duración del casete. Dado que un casete tiene un costo muy inferior al de una película de 35 mm, ha habido un claro cambio de tendencias, acentuado aún más luego de la difusión del registro digital. Las memorias digitales masivas poco a poco están reemplazando a los casetes, luego de la difusión y empleo de las cámaras digitales destinadas al cine (Resolución 4K).